# Кондратово (Порховский район)
Кондратово — деревня в Порховском районе Псковской области России. Входит в состав сельского поселения «Верхнемостская волость».
Расположена на западе волости, в 60 км к юго-западу от города Порхова и в 4 км к западу от волостного центра Верхний Мост.
Численность населения деревни на конец 2000 года составляла 21 человек.